# Vlatko Lozanoski
Vlatko Lozanoski (in macedone Влатко Лозаноски?), detto Lozano (in macedone Лозано?; Kičevo, 27 giugno 1985), è un cantante macedone.

## Carriera
La sua prima apparizione pubblica è stato al talent show Mak Dzvezdi (Stelle macedoni) nel settembre del 2007. Un mese dopo ha vinto il Grand Prix al Radio Festival macedone Zvezdena Nok (Notte stellata) con la canzone Vrati me che è stato anche il suo primo singolo. Il suo secondo singolo fu Obicen bez tebe. Nell'ottobre del 2008 uscì il suo terzo singolo Vremeto da zastane, il suo quarto singolo è stato Sonce ne me gree. Nel febbraio del 2009 ha partecipato alla selezione nazionale macedone per l'Eurovision Song Contest 2009 (lo Skopje Fest) con il suo quinto singolo Blisku do mene e si è classificato quarto.
Il suo primo album intitolato Lozano fu pubblicato nel 2010. Nel febbraio del 2010 ha ripartecipato allo Skopje Fest questa volta per rappresentare la Macedonia all'Eurovision Song Contest 2010 con la canzone Letam kon tebe ma è finito nuovamente in quarta posizione.
Il 28 dicembre 2012 la radio-televisione macedone (MRT) ha annunciato che Lozanoski rappresenterà la Macedonia all'Eurovision Song Contest 2013 che si terrà a Malmö in Svezia assieme a Esma Redžepova.

## Discografia

### Album
- Lozano (2010)
- Preku sedum morinja (2012)

### Singoli
- Vrati me (2007)
- Obicen bez tebe (2008)
- Vremeto da zastane (2008)
- Blisku do mene (2009)
- Letam kon tebe (2010)